# عندلیب (ترکمنستان)
عندلیب (به ترکمنی: Andalyp، عاندالیٛپ) یک شهر در ترکمنستان است که در استان داش‌اغوز واقع شده است. عندلیب مقر اداری شهرستان آق‌تپه است. عندلیب در سال ۲۰۰۹ میلادی، ۲۶۹۰۱ نفر جمعیت داشت.
تا پیش از سال ۲۰۰۴، نام این شهر، ایلان‌لی (به ترکمنی: Ýylanly، ییٛلان‌لیٛ) بود.
بین سالهای ۲۰۰۴ تا ۲۰۲۲، این شهر به افتخار قربان‌سلطان اجه، مادر رئیس‌جمهور سابق ترکمنستان صفرمراد نیازف، قربان‌سلطان اجه (به ترکمنی: Gurbansoltan eje adyndaky، قوُربان‌سوْلطان اجه آدیٛنداقیٛ) نام داشت. این شهر، تا ۹ نوامبر ۲۰۲۲ که شهرستان قربان‌سلطان اجه منحل شده، مرکز اداری این شهرستان بود.
در این تاریخ، شهر قربان‌سلطان اجه به شهرستان آق‌تپه پیوسته، به افتخار شاعر ترکمن، نورمحمد عندلیب، به نام عندلیب تغییر کرد، و در همین تاریخ، بجای شهر آق‌تپه، مرکز اداری شهرستان آق‌تپه شد.